# منار شیکاگو

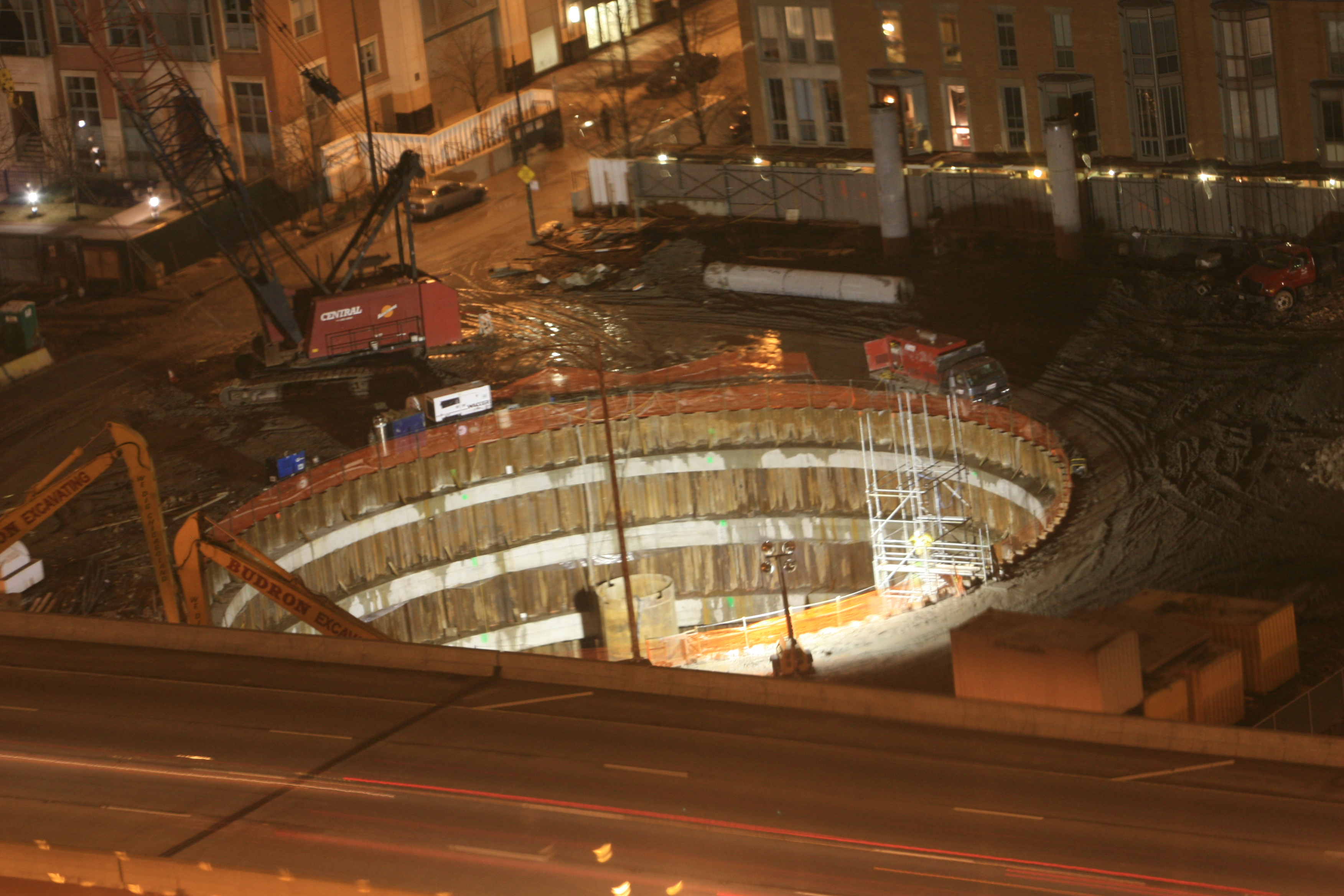

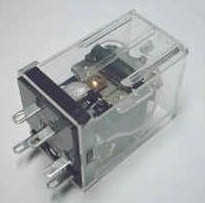

منار شیکاگو (به انگلیسی: Chicago Spire) یک طرح معماری و مهندسی بود که به صورت منار مخروطی شکل در شهر شیکاگو ایالات متحده آمریکا قرار داشت. این برج در هنگام ساخته شدن به مشکلات مالی برخورد کرده و به‌طور کلی کنسل گردید.
منار شیکاگو با ۱۵۰ طبقه و ارتفاع ۲۰۰۰ فیت (برابر با ۶۱۰ متر) بلندترین برج در ایالات متحده و آمریکای شمالی می شد. مراحل عملیات ساخت برج شیکاگو می باید تا سال ۲۰۱۰ میلادی پایان یافته و به بهره‌برداری می‌رسید، اما مشکلات مالی، تکمیل پروژه را به حالت نیمه تعلیق درآورد و نهایتا به‌طور همیشگی متوقف شد.
طراحی و معماری برج «منار شیکاگو» برعهده طراح صاحب نام اسپانیایی سانتیاگو کالاتراوا بود.

## نگارخانه

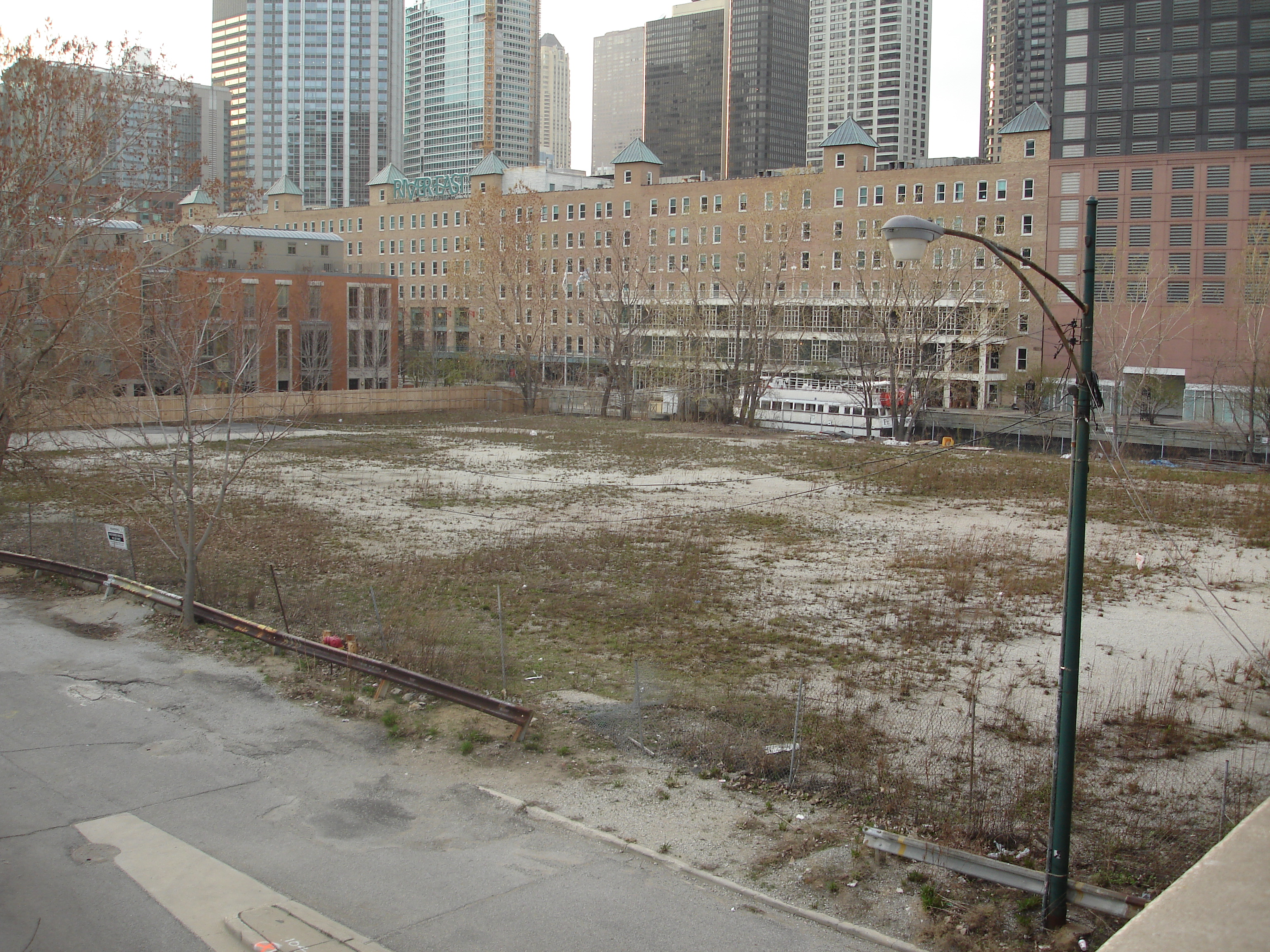
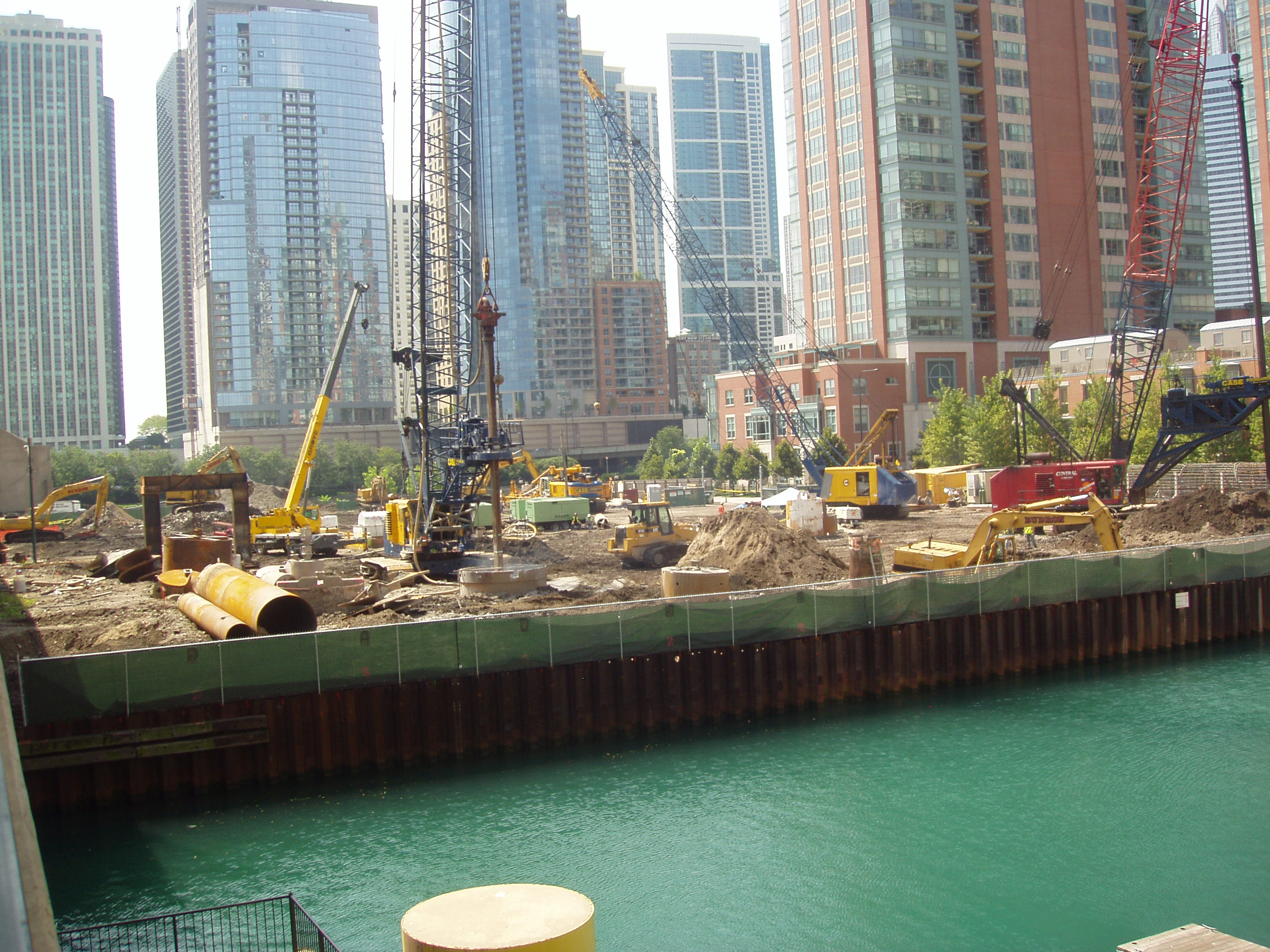
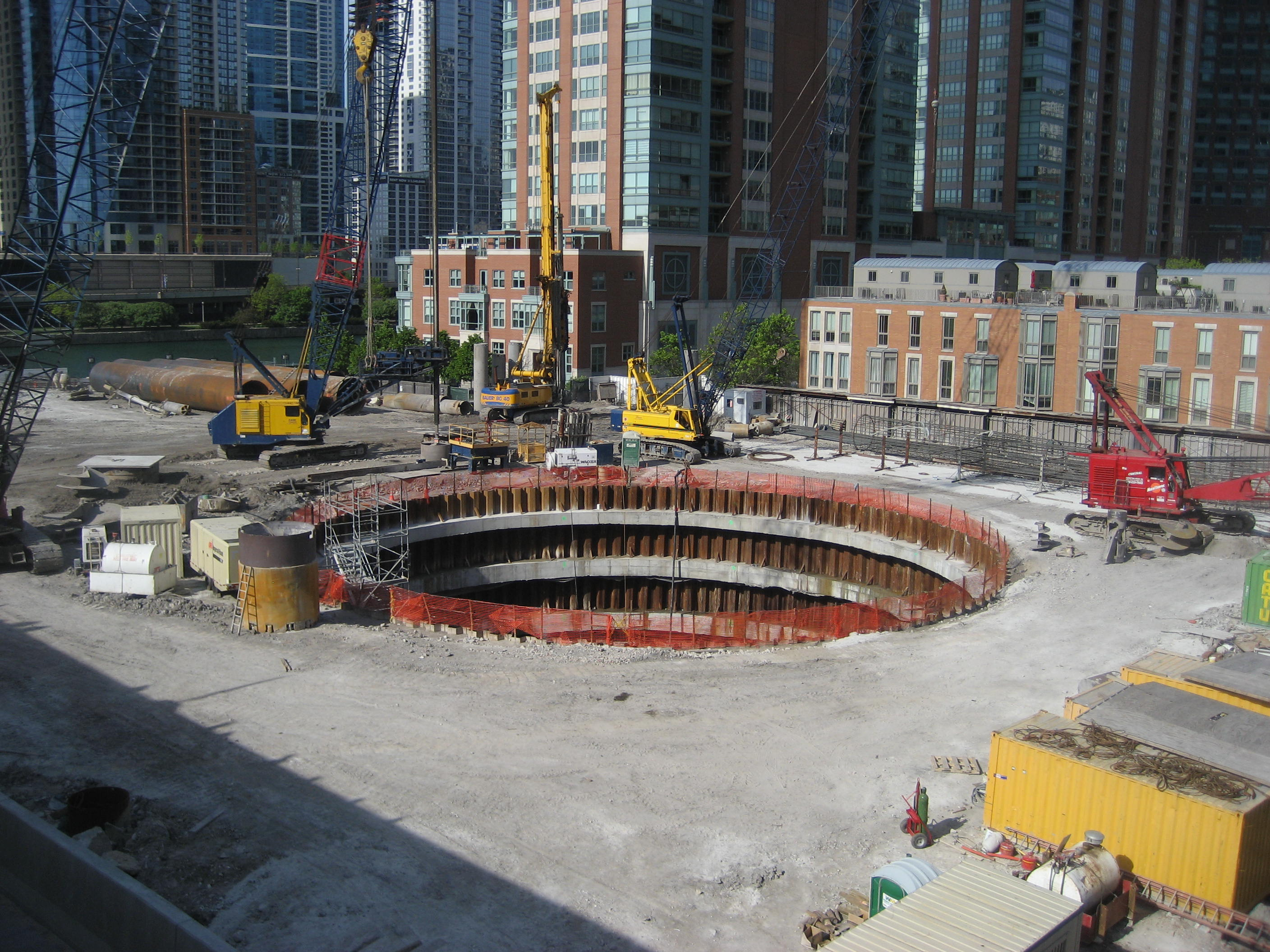
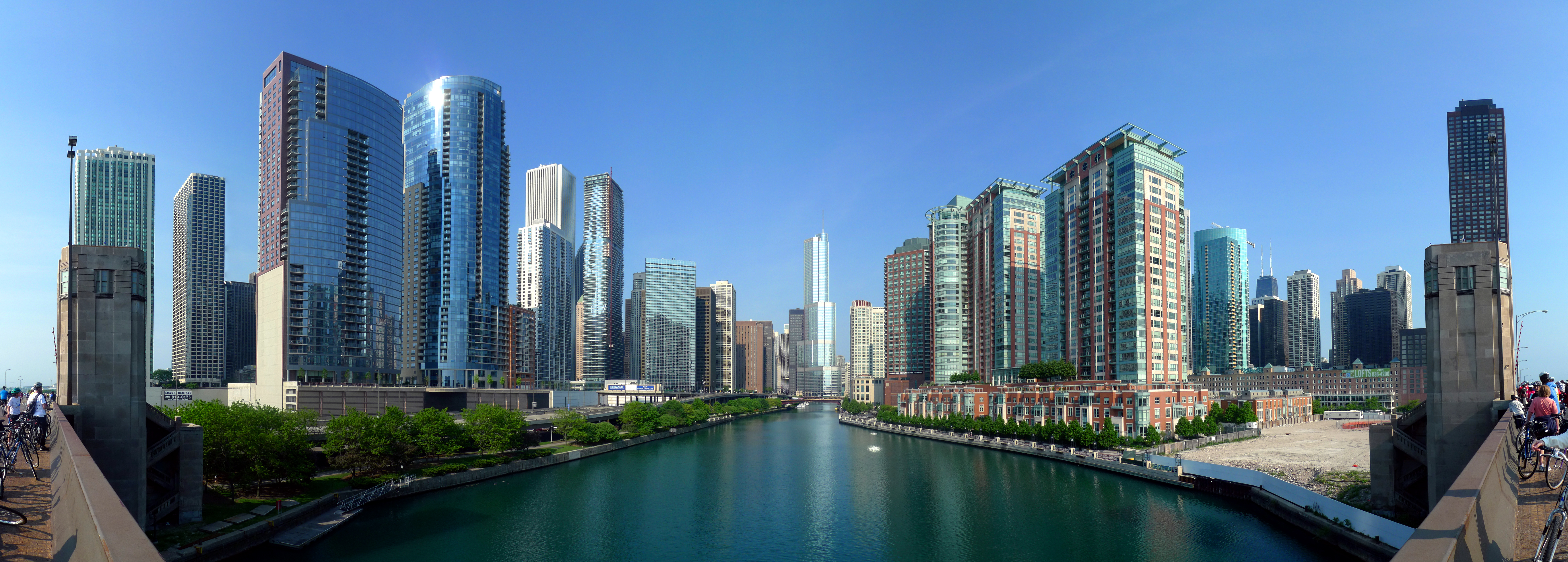
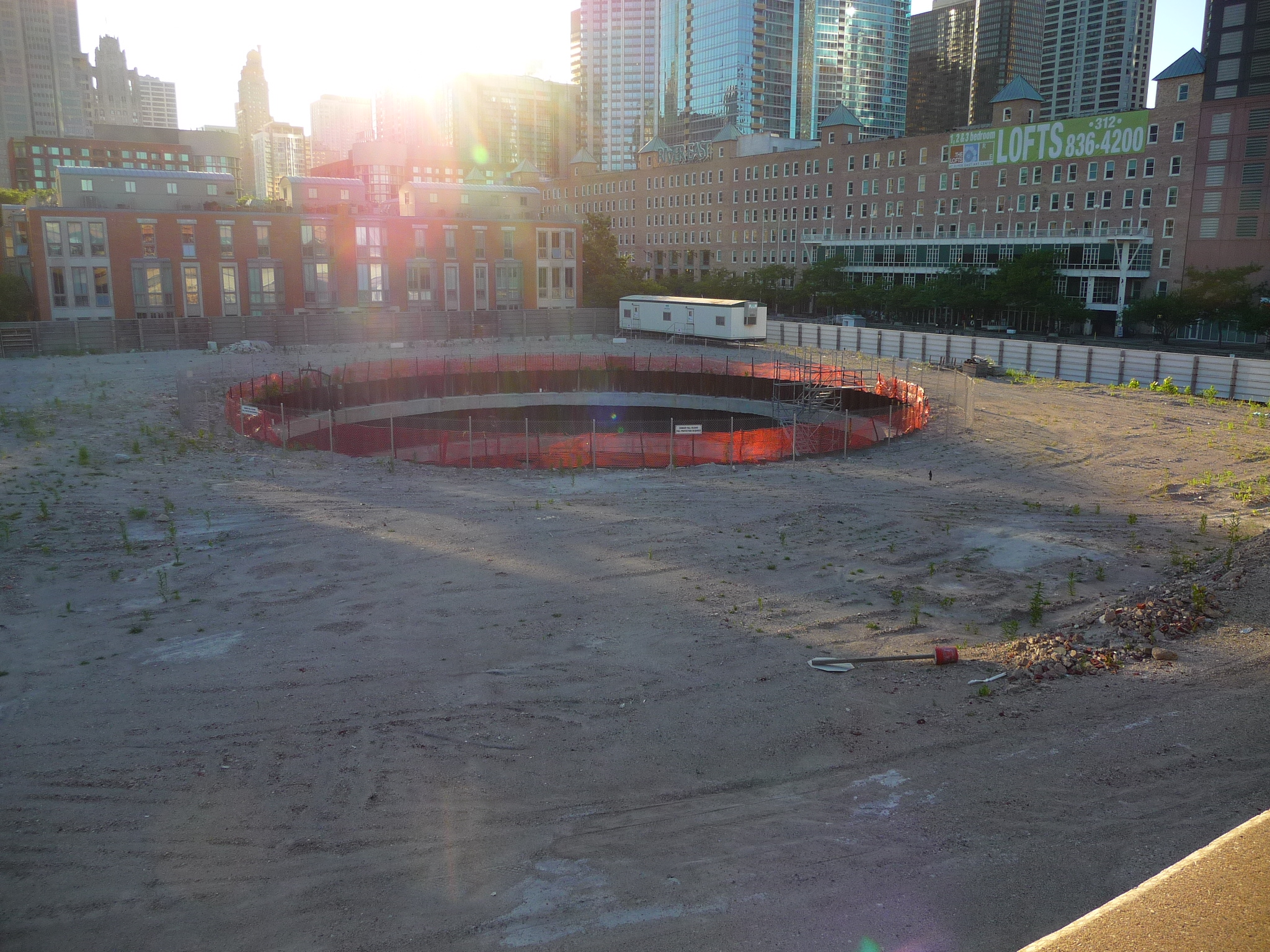